# Kenéz
Kenéz è un comune dell'Ungheria di 290 abitanti (dati 2001). È situato nella contea di Vas.